# Гровер (Вајоминг)
Гровер (енгл. Grover) насељено је место без административног статуса у америчкој савезној држави Вајоминг.

## Демографија
По попису из 2010. године број становника је 147, што је 10 (7,3%) становника више него 2000. године.
| Група             | 2000.       | 2010.       |
| Белци             | 132 (96,4%) | 145 (98,6%) |
| Афроамериканци    | 0 (0,0%)    | 0 (0,0%)    |
| Азијати           | 1 (0,7%)    | 2 (1,4%)    |
| Хиспаноамериканци | 4 (2,9%)    | 0 (0,0%)    |
| Укупно            | 137         | 147         |